# Mariano Sotgia
Mariano Sotgia (Oschiri, 1º agosto 1969) è un ex calciatore italiano, di ruolo centrocampista.

## Carriera
Ha giocato gran parte della sua carriera nel Ravenna, dove ha collezionato 239 presenze tra campionati di Serie C e Serie B, segnando 22 gol.
Ha militato in Serie A vestendo le maglie del Vicenza e del Venezia. Ha esordito nella massima serie il 22 settembre 1996 in Vicenza-Atalanta (4-1).
Ha giocato anche con l'Olbia (Serie C2), il Parma (con cui ha esordito in Serie B), il Suzzara (Serie C2), il Rimini (Serie C2), il Fano (Serie C1), il Cosenza (Serie B) ed il Padova (Serie B).
Ha conquistato una promozione nella massima serie con il Venezia nella stagione 2000-2001.

## Palmarès

### Club

#### Competizioni nazionali
- Serie C1: 1

Ravenna: 1992-1993
- Serie C2: 1

Ravenna: 1991-1992